# Flåvær fyr

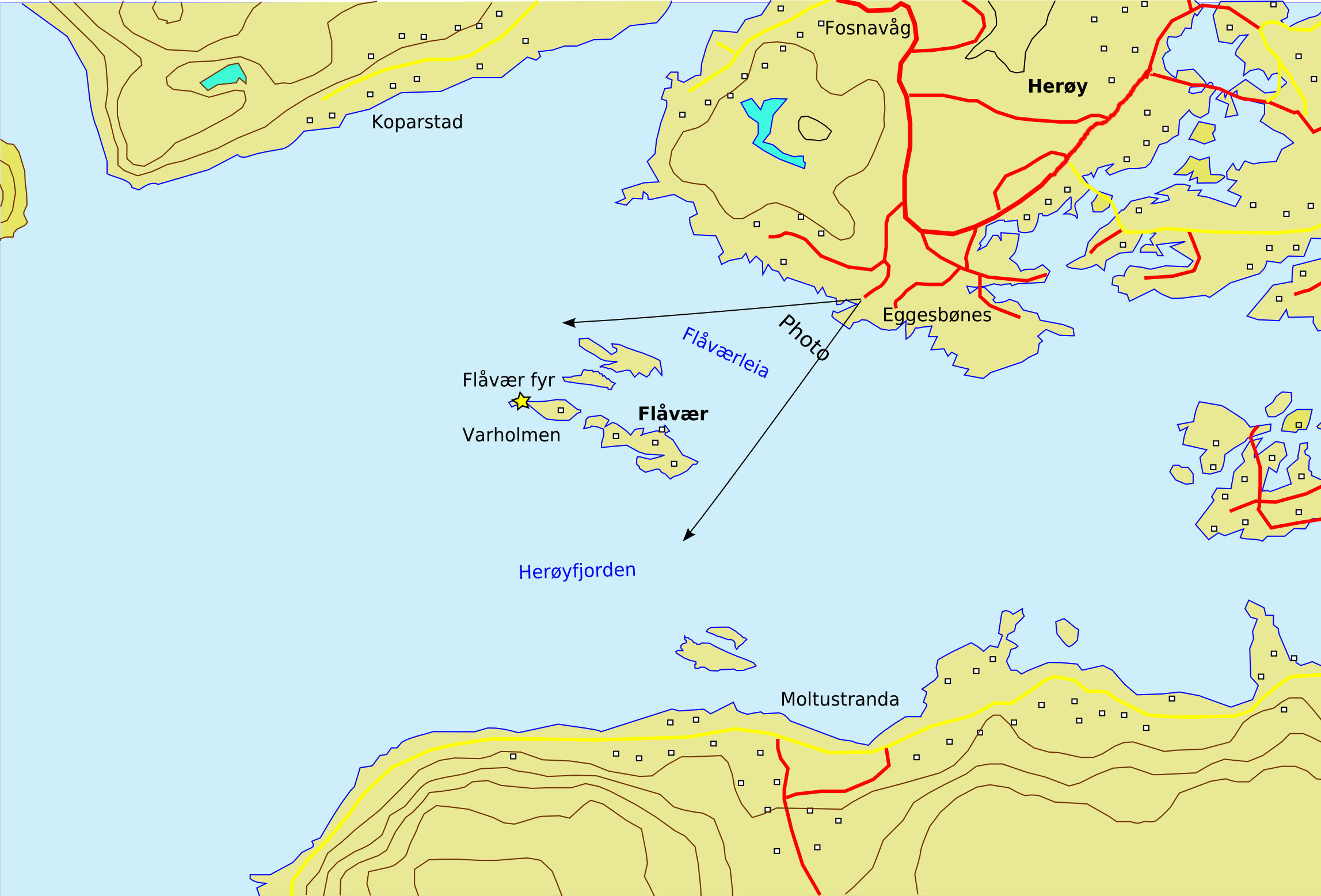
Flåvær, Herøyfjorden

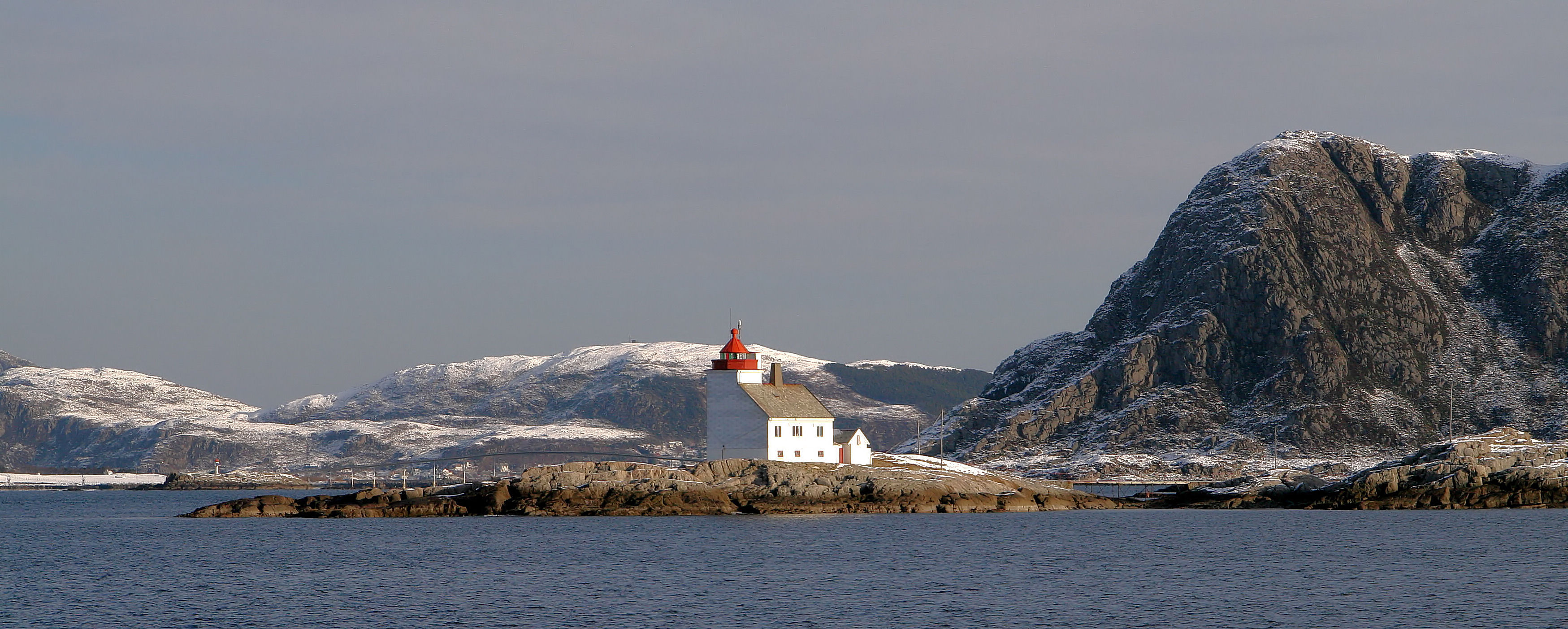
Flåvær fyr

Flåvær fyr ist ein Leuchtfeuer in der westnorwegischen Gemeinde Herøy.
Das Leuchtfeuer wurde im Jahr 1870 auf dem Holmen Varholmen im Herøyfjord errichtet und ist heute noch in Betrieb.
Flåvær bezeichnet eine Gruppe von Holmen im Herøyfjord, zu denen auch noch Husholmen, Torvholmen und Varholmen gehören.

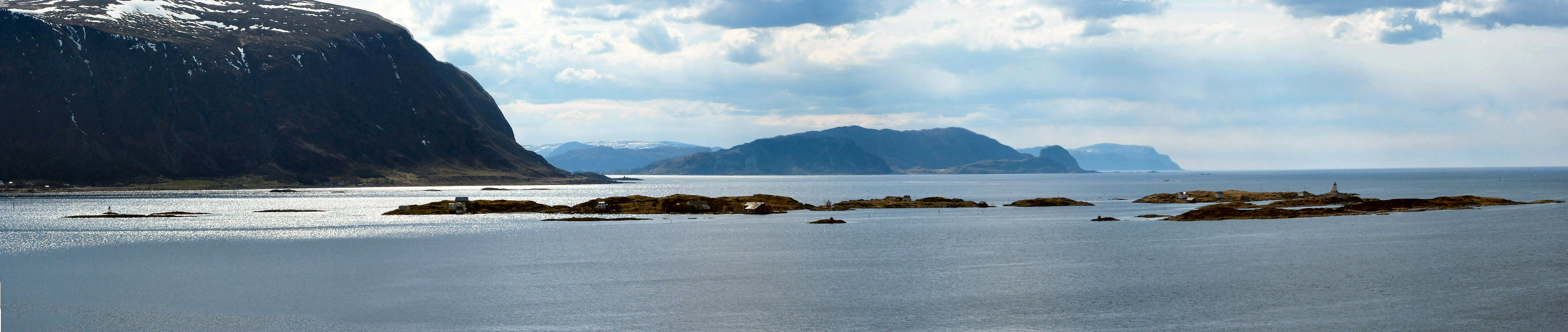
Flåvær von Herøya aus gesehen. Ganz im Hintergrund ist das Westkap zu sehen.